# تيريزا ويلمز مونت
تيريزا ويلمز مونت (بالإسبانية: Teresa Wilms Montt)‏ (8 سبتمبر 1893، فينيا ديل مار في تشيلي - 24 ديسمبر 1921، باريس في فرنسا)؛ كاتِبة وشاعرة تشيلية.

## معرض صور

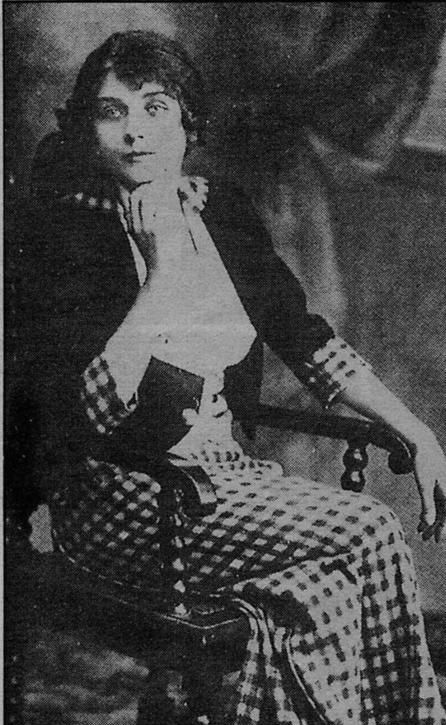
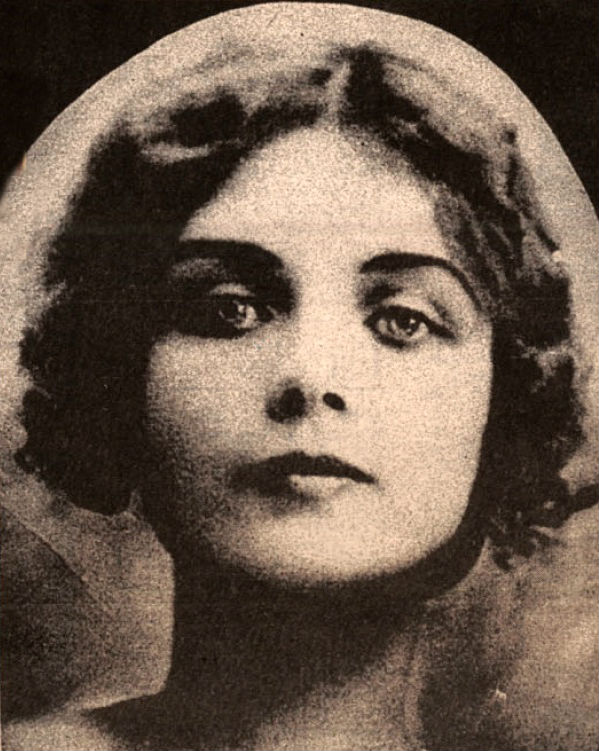
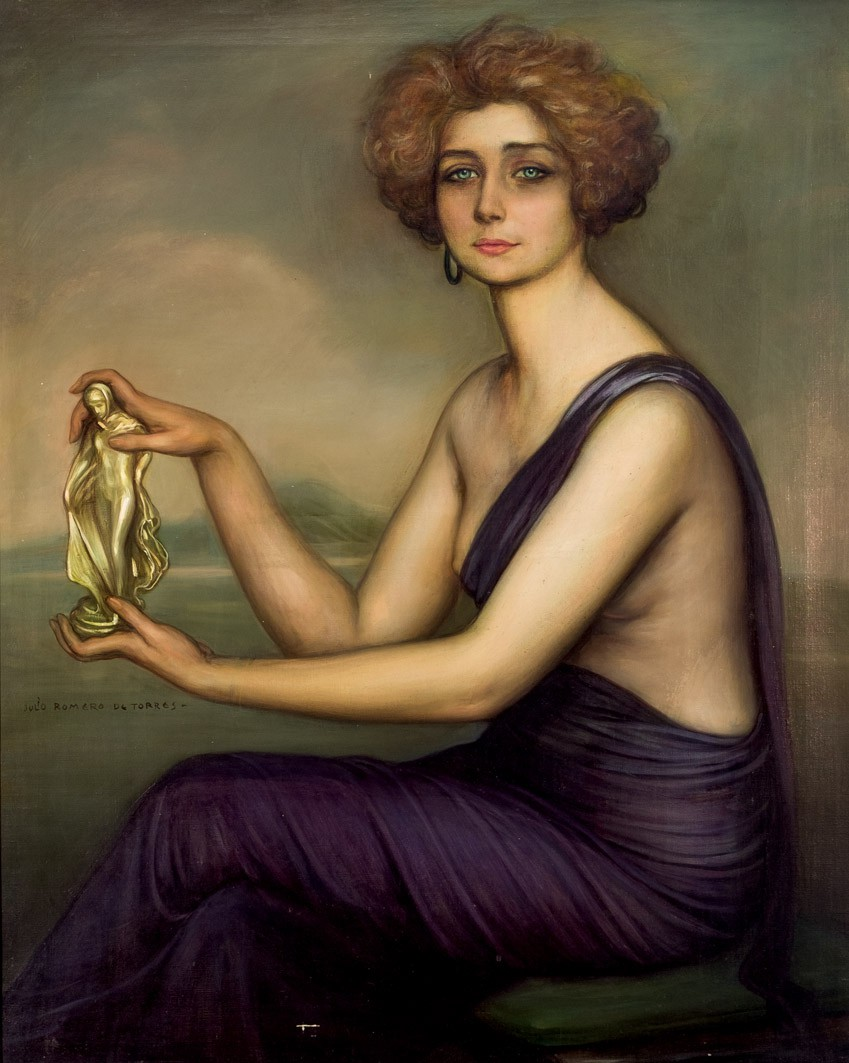
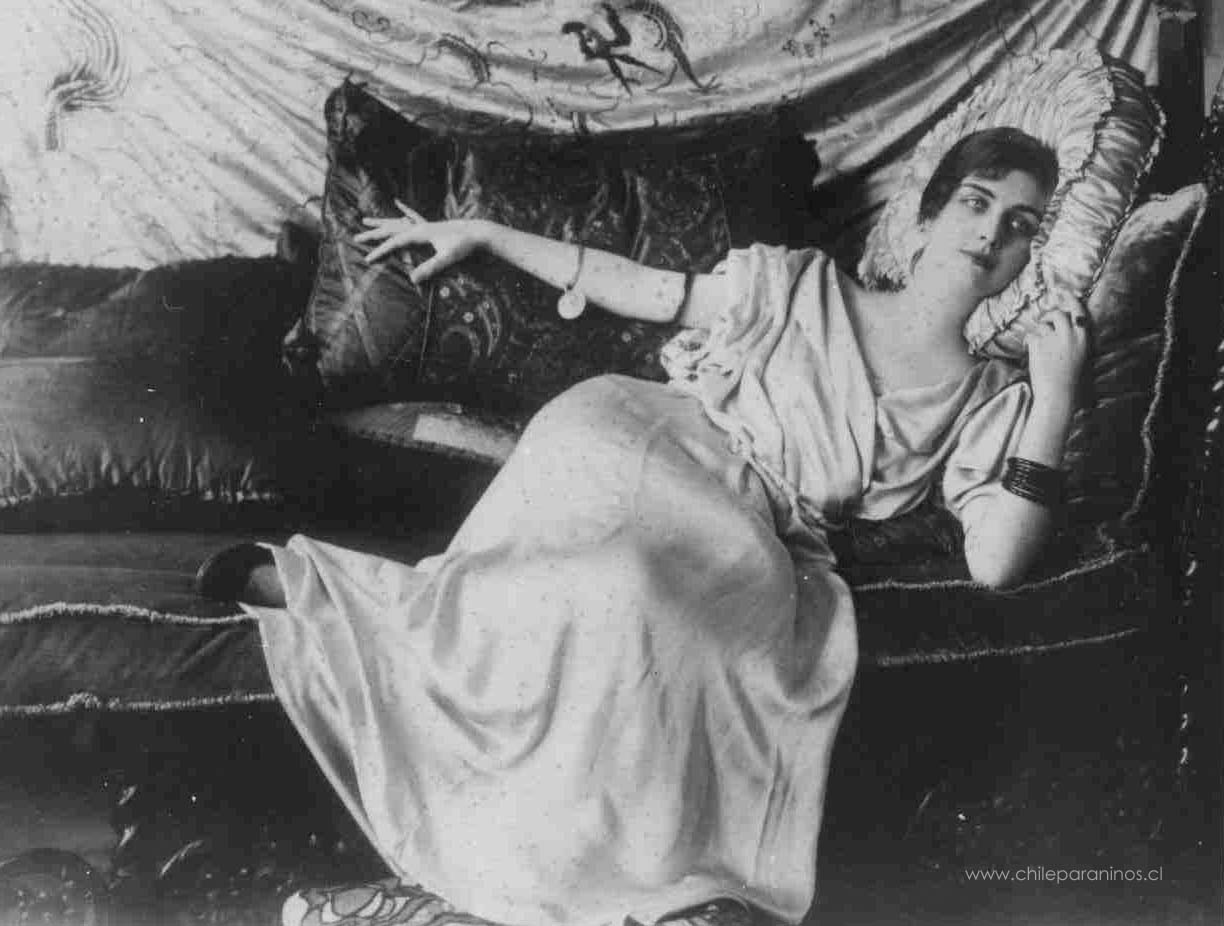